# 波蜆蝶屬
波蜆蝶屬（學名：Zemeros）是古蜆蝶亞科波蜆蝶族中的一個屬。包含在內的3個種分佈於東南亞。

## 物種
- 伊妹波蜆蝶 （Zemeros emesoides） Felder, C & R. Felder, 1860
- 波蜆蝶 （Zemeros flegyas） (Cramer, 1780)
- 廬山波蜆蝶 （Zemeros lushanensis） Chou & Yuan, 2001